# Martinuskerk ('s Gravenmoer)

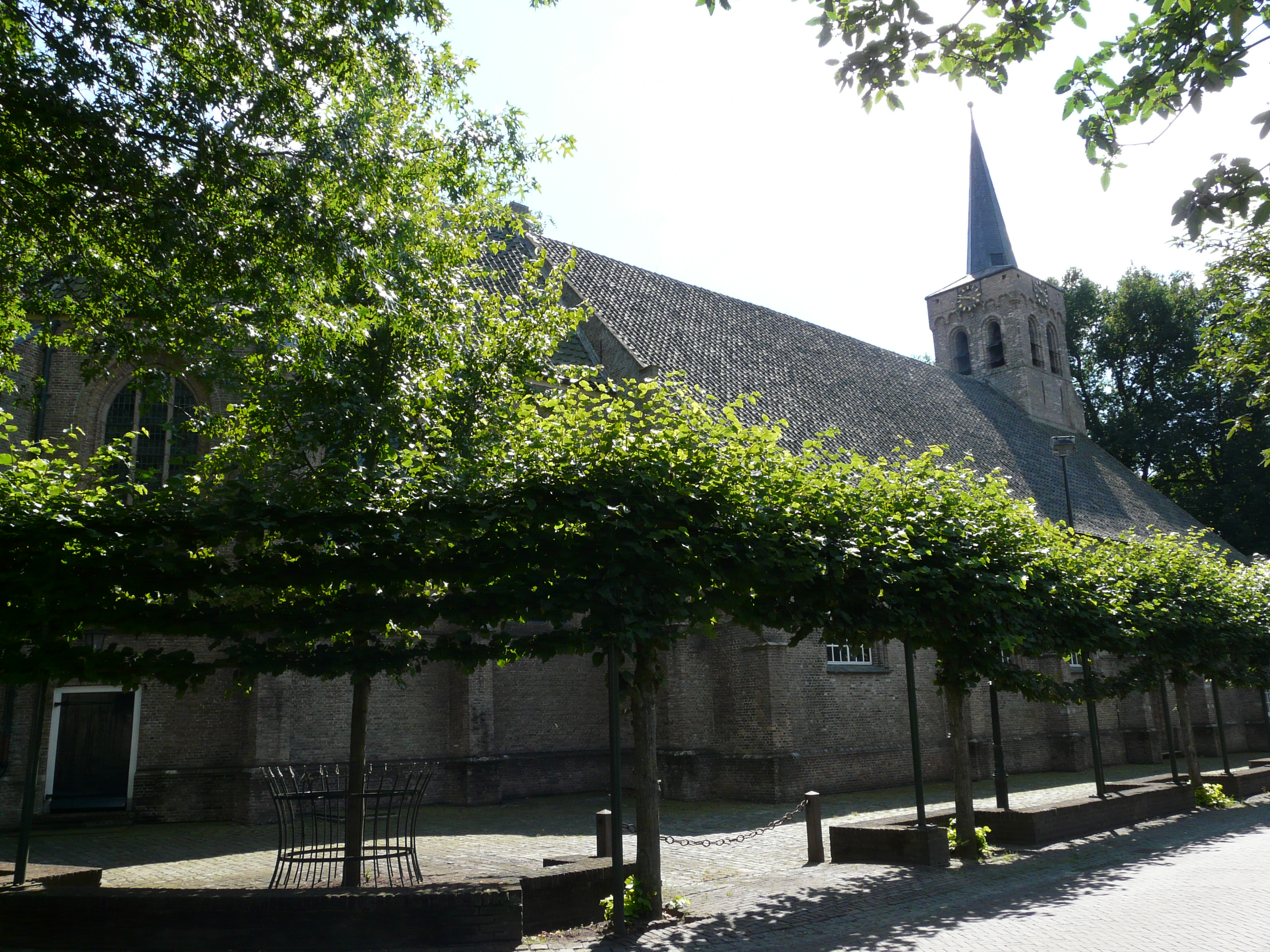

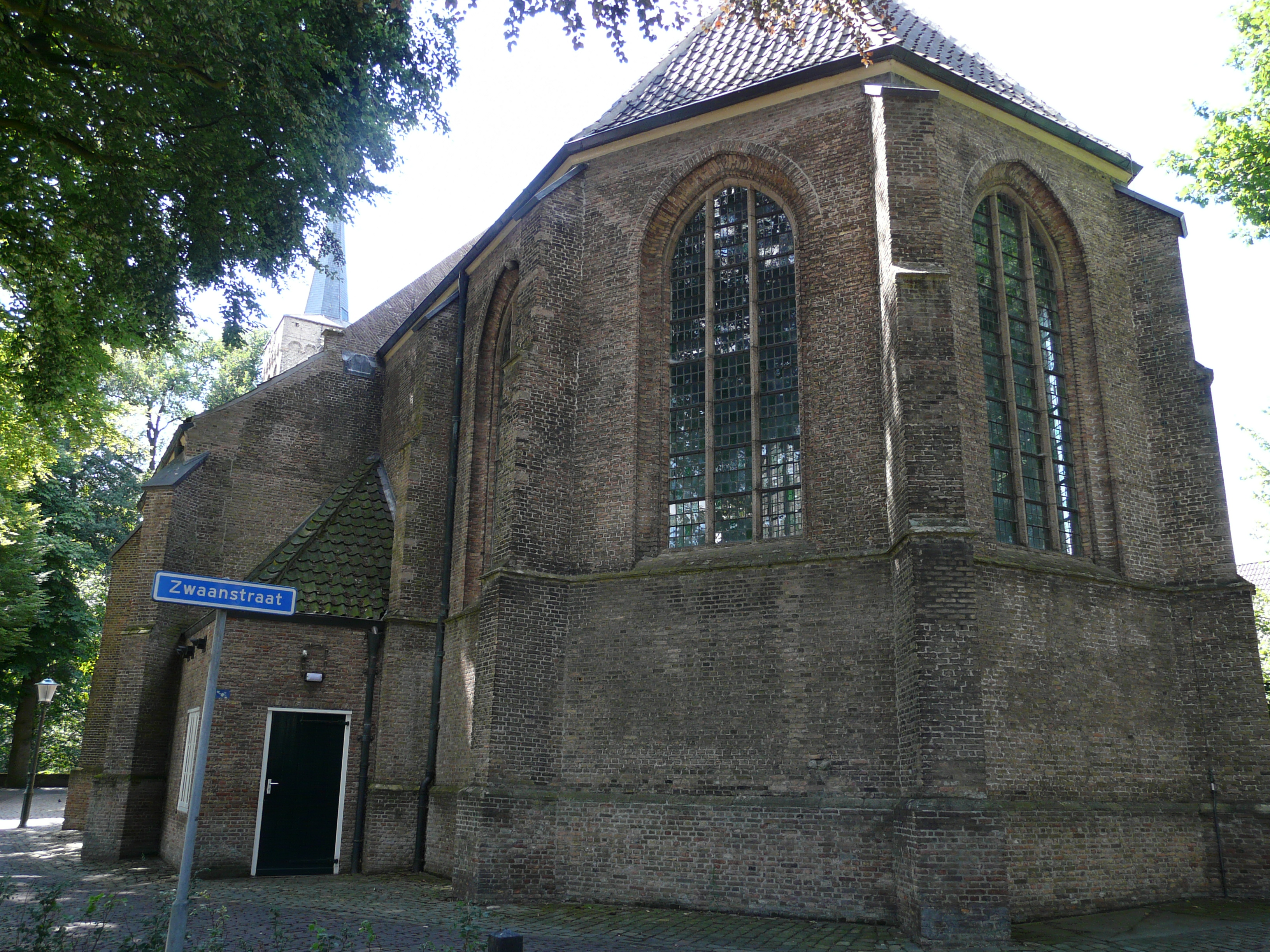

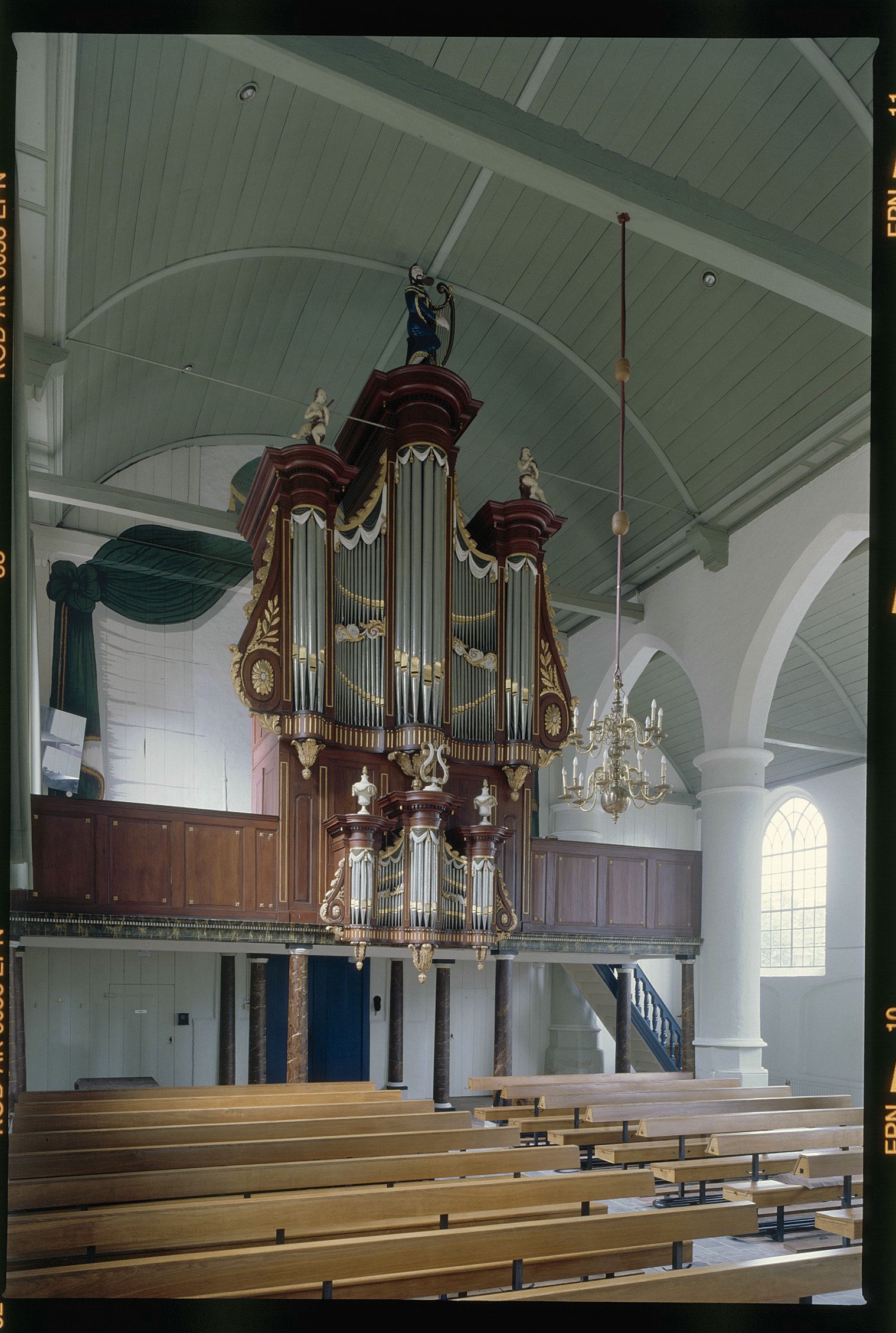
Verhofstadt/Van Oeckelen-orgel uit 1715/1821

De Martinuskerk is de Hervormde kerk van 's Gravenmoer.

## Gebouw
Het oudste deel hiervan is de toren die uit de 14e eeuw stamt en steunberen aan de westzijde heeft. De toren is ingebouwd in het schip. Dit stamt uit de 15e eeuw, en omstreeks 1500 werd het uitgebreid met een noordbeuk. Aan de zuidzijde kwam een transeptachtige dwarskapel. Ook het driezijdig afgesloten koor stamt uit de 15e eeuw.
De kerk kwam omstreeks 1610 definitief in Hervormde handen. Ze werd echter in 1672 in brand gestoken tijdens de Franse bezetting, waarbij het dak en de gewelven werden vernield. In 1680 werd ze herbouwd. Ook werden toen tongewelven aangebracht. Mogelijk werd het schip verhoogd, waar de betrekkelijk lage triomfboog op kan duiden. De dwarskapel aan de noordzijde werd in 1900 afgebroken.
In 1963 werd de kerk gerestaureerd.

## Interieur
De kerk bezit een eikenhouten preekstoel uit 1680. Uit dezelfde tijd stammen een doophek en enig koperwerk. Voorts bevinden zich enige grafzerken uit de 17e en 18e eeuw in de kerk.
Het orgel werd in 1715 gebouwd door Matthijs Verhofstadt en in 1821 verbouwd door Cornelis van Oeckelen. Op het orgel bevindt zich met potlood de tekst van een gedichtje dat vermoedelijk door Van Oeckelen is gemaakt:
Uw kunst vind prijzers en betwisters
De nette schikking der Registers
Het Orgelwerk is inderdaad
Het fraaiste waar in uw Konst bestaat
En is een speelder wel bedreven
Om Eisch en klank en maat te geven
Zo zet hij door Muziek konst blij
Uw werk een schoone luister bij
Maar zou dikwerf zelfs in Kerken
Gen onderscheid in 't speelen merken
Wanneer een Lomper of een Mensch
Die kunst verstaat werkt na hun Wensch
Nu dan wat zegt gij? Orgelmaker!
Zoud fij een Westphaalse noot te kraken
Eer boven eenen Man
Die het Eelst muziek behandelen kan
den 7 mey 1821